# 2019 en Équateur
Cet article présente les faits marquants de l'année 2019 en Équateur.

## Évènements
- 19 février : alors que l'espèce était considérée comme éteinte depuis une centaine d'années, découverte d'une tortue femelle adulte Chelonoidis phantastica dans les Îles Galápagos.
- 1er mai - 7 septembre : Manifestations des étudiants en médecine contre la diminution de la bourse d'études pour les internes, le gouvernement accepte de ne pas la baisser le 4 septembre
- 2 juin : Richard Carapaz devient le premier cycliste équatorien à remporter le Tour d’Italie.
- 13 juin : par une décision de sa cour constitutionnelle, l'Équateur devient le 28e pays au monde et le 5e en Amérique du Sud à légaliser le mariage homosexuel.
- 2-13 octobre : violentes manifestations contre l'arrêt des subventions à l'achat de carburant, et plus généralement contre la politique économique néolibérale du gouvernement de Lenín Moreno et les consignes d'austérité ordonnées par le Fonds monétaire international, qui provoquent la mort d'au moins 10 manifestants, environ 1 500 blessés (manifestants et policiers confondus) et plus de 1 200 interpellations (manifestants, policiers et journalistes confondus), et qui s'achèvent sur un accord entre le gouvernement et les manifestants qui inclut le maintien de subventions.